# Пясецькі
Пясецькі (пол. Piasieccy/Пясєцци) — польські шляхетські родини.

## Гербу Ґоздава
Представлені у Подільському воєводстві.
- Міхал з Пясечної (пол. Piasecznej, †після 6.7.1530[1]) — підкоморій подільський
  - Ян — писар земський буський
    - Мельхіор — писар земський, підсудок буський, сурогатор Буського староства
      - Ян Фердинанд
      - Войцех

## Гербу Забава
За даними К. Несецького, сюди Ш. Окольський зарахував представників гербу Яніна.

## Гербу Першхала
Представлені у Подільському воєводстві.
- Кшиштоф з Пясків, Ян, Даніель підписали вибір королем Яна ІІ Казімєжа

## Гербу Яніна
- Якуб — конюший коронний, великий литовський; дружина — донька новогрудського воєводи Павла Сапеги
- Флоріан (за Шимоном Окольським — Ян Пясецький гербу Забава) — воював проти турків, загинув разом з Дмитром Вишневецьким «Байдою»; за своє життя як «великий пан» пропонував паші викуп 20000 дукатів[2]
  - Зофія з П'ясецьких (або гербу Забава[3] — перша дружина кам'янецького каштеляна Анджея Потоцького, мати коронного гетьмана Станіслава «Ревери»

- Єжи — писар земський сандомирський
- Єнджей — канцлер львівський, пробощ РКЦ у Дунаєві
- Павел — католицький релігійний діяч, секретар короля Сигізмунда III Вази, канонік познанський, варшавський і люблінський, абат комендаторії в Могилі (1624—1649), єпископ у Кам'янці (1627—1640), єпископ у Холмі (1640—1644), у Перемишлі (1644–1649).